# Rania (królowa Jordanii)
Rania al-Abd Allah (arab. رانية العبدالله; ur. 31 sierpnia 1970 w Kuwejcie jako Rania al-Jassin) – królowa Jordanii od 7 lutego 1999 roku jako żona Abd Allaha II. Wraz z mężem ma czworo dzieci – Husajna, Iman, Salmę i Haszima. Dwóch jej synów zajmuje kolejno pierwsze i drugie miejsce w linii sukcesji do jordańskiego tronu.

## Życiorys
Urodziła się 31 sierpnia 1970 roku w Kuwejcie. Jej rodzice byli Palestyńczykami. Ukończyła szkołę podstawową i średnią New English School w rodzinnym kraju. W 1991 roku – wyniku I wojny w Zatoce Perskiej – rodzina Ranii musiała opuścić Kuwejt. Ostatecznie osiedliła się w stolicy Jordanii, Ammanie. Rania dołączyła do rodziny po tym, gdy ukończyła studia ekonomiczne na Amerykańskim Uniwersytecie w Kairze. Po ukończeniu studiów pracowała w Citibanku, następnie dla Apple Computer w Jordanii.
W styczniu 1993 roku została zaproszona na przyjęcie, które organizowała jordańska księżniczka, Aisza. Rania poznała tam Abd Allaha, księcia Jordanii, który zakochał się w kobiecie od pierwszego wejrzenia. „Wiedziałam, że był synem króla Husajna i trochę się tego obawiałam. Trzymałam go z początku na dystans. Wydawało mi się, że skoro jest księciem, musi być playboyem” – wspominała po latach Rania. Mimo początkowej rezerwy, Rania już po dwóch miesiącach znajomości zgodziła się zostać żoną księcia. 10 czerwca 1993 roku, zaledwie pół roku po pierwszym spotkaniu, para pobrała się.
Rania wraz z mężem doczekała się czworga dzieci:
- Husajn (ur. 28 czerwca 1994).
- Iman (ur. 27 września 1996).
- Salma (ur. 26 września 2000).
- Haszim (ur. 30 stycznia 2005).

W 1995 roku Rania założyła organizację non-profit, Jordan River, której celem jest zapewnienie bezpieczeństwa dzieciom. Jak mówiła później w jednym z wywiadów: „kwestia wykorzystywania dzieci i przemocy wobec kobiet była (wówczas) w dużym stopniu tematem tabu, zarówno tutaj, w Jordanii, jak i w całym regionie. To było coś, o czym ludzie myśleli, że powinno być trzymane za zamkniętymi drzwiami”.
Rania podkreśla, że jest kobietą muzułmańską. Jest rzeczniczką równouprawnienia kobiet i nie nosi tradycyjnych strojów, preferując nowoczesny styl ubioru. Królowa angażuje się w zmianę wizerunku krajów arabskich na świecie. W 2008 w serwisie internetowym YouTube prowadziła wideoblog, na którym regularnie umieszczała filmiki rozprawiające się z poszczególnymi stereotypami na temat Bliskiego Wschodu i sytuacji tamtejszych kobiet. Za swoją kampanię w listopadzie 2008 została laureatką nagrody YouTube Visionary Award, przyznawanej internautom, którzy wykorzystują platformę YouTube do promowania pozytywnych wartości.
Rania zajęła trzecie miejsce w przeprowadzonym przez magazyn „Harpers and Queens” rankingu na „najpiękniejszą kobietę na świecie”. Jej mąż – król – nadał jej 9 czerwca 2004 honorową rangę pułkownika jordańskich sił zbrojnych.
W ciągu ostatnich lat królowa Rania patronowała wielu inicjatywom z dziedziny edukacji i kształcenia. Królowa jest przewodniczącą pierwszego w Jordanii interaktywnego muzeum dla dzieci. Instytucja otwarta w maju 2007 ma na celu zachęcenie dzieci i rodzin do uczenia się przez całe życie. W kwietniu 2008 królowa rozpoczęła „Madrasati” („Moja szkoła”), inicjatywę zmierzającą do modyfikacji i ulepszenia 500 jordańskich szkół. Królowa Rania uważa, że ważnym aspektem kształcenia jest wyposażenie młodych ludzi w umiejętności niezbędne do wykonywania przyszłej pracy. W 2003 zainicjowała Fundusz dla przyszłości sierot oraz Program stypendialny królowej Ranii, którego celem jest współpraca z uniwersytetami na całym świecie w zakresie fundowania stypendiów dla obywateli Jordanii.

## Nagrody i wyróżnienia
W 2009 otrzymała Medal Zasłużony dla Tolerancji nadawany przez Fundację Ekumeniczną „Tolerancja” ludziom kultury, sztuki, politykom, osobom duchownym różnych wyznań, które w sposób szczególny zasłużyły się szerzeniu idei tolerancji.